# A biztonsági őr
A biztonsági őr (eredeti cím: Security) egy 2017-ben bemutatott amerikai akció-thriller, melyet Alain Desrochers rendezett, Tony Mosher és John Sullivan forgatókönyvéből. A főszereplők Antonio Banderas, Gabriella Wright, Ben Kingsley és Chad Lindberg.
Az Amerikai Egyesült Államokban 2017. március 4-én mutatták be, míg Magyarországon TV premierként jelent meg szinkronizálva, 2019. november 5-én.
2017. október 3-án a film azonnal elérhetővé vált a Netflixen különböző országokban.

## Cselekmény
A volt tengerészgyalogos hajóparancsnok, Eddie Deacon a testületből való nyugdíjazása óta nem talált tisztességes munkát, emiatt eltávolodott feleségétől és lányától. Hogy támogatni tudja családját, végül egy jóléti tisztviselőn keresztül bevásárlóközponti biztonsági őrként fog dolgozni. Még azon az éjszakán elkezdi munkáját, majd Vance-től, az éjszakai műszak kisebb csoportjának vezetőjétől, gyakorlati tájékoztatást kap. Időközben egy Jamie nevű kislányt felfegyverzett zsoldosok kezdenek el követni. Menedékként sikerült a bevásárlóközponthoz menekülnie, ahol Eddie és Vance segítenek neki. A zsoldosok odaérve zsarolni kezdik őket, hogy ha nem adják ki a kislányt, be fognak törni. A behatolók minden dolgozót megölnek, kivéve Eddie-t, aki megvédve Jamie életét, végez mindegyikőjükkel.

## Szereplők
| Szereplő               | Színész               | Magyar hang     |
| ---------------------- | --------------------- | --------------- |
| Eduardo "Eddie" Deacon | Antonio Banderas      | Kőszegi Ákos    |
| Ruby                   | Gabriella Wright      | Pikali Gerda    |
| Charlie                | Ben Kingsley          | Varga T. József |
| Vance                  | Liam McIntyre         | Király Attila   |
| Bolti őr               | Shari Watson          |                 |
| Jamie                  | Katherine de la Rocha | Hermann Lilla   |
| Mason                  | Chad Lindberg         | Fekete Zoltán   |
| Johnny Zhang Wei       | Jiro Wang             | Szatory Dávid   |
| Halálszem              | Cung Le               | Varga Gábor     |

## A film készítése
A film forgatása 2015 novemberében kezdődött Bulgáriában és 2016. január 22-én fejeződött be. A Nu Image / Millennium Films által Alain Desrochers rendezte 15 millió dolláros költségvetéssel.